# Cheetah Chrome Motherfuckers
O Cheetah Chrome Motherfuckers, geralmente chamado simplesmente CCM, foram uma banda de hardcore punk italiana proveniente de Pisa.
O nome da banda consiste em um tributo ao guitarrista Cheetah Chrome da banda estadounidense Dead Boys.
O CCM foi uma das primeiras bandas italianas deste gênero musical, fizeram parte da cena toscana do Granducato Hardcore na década de 1980 na qual também estavam presentes bandas como Juggernaut, I Refuse It!, Wardogs, Dements, Auf'shlag. Após o fim da banda os membros criaram as bandas Not Moving e Putrid Fever.

## Discografia

### Álbuns de estúdio
- 1983 — (We'Re The) Juvenile Delinquency (Cassetta, produção independente)
- 1986 — Into The Void (Belfagor Records)
- 1987 — Live In SO.36 (Destiny Records)
- 1995 — Right To Be Italian (E.U. '91 Produzioni, Provincia Attiva)
- 2017 — Cheetah Chrome Motherfuckers - The Furious Era 1979-1987 (Area Pirata Records)

### EP's 7"
- 1981 — 400 Fascists (Cessofonya Records)
- 1985 — Furious Party (Belfagor Records)

### Coletâneas
- 1983 — Basic Sampler — com a música No Obvious Title e Getting Violent (Basic Tapes, Deux Ex Machina)
- 1984 — World Class Punk — com a música HC Music (ROIR (Reachout International Records))
- 1984 — Last White Christmas, II — (Bad Compilation Tapes, Cessophena Records)
- 1984 — Senza Tregua — com as músicas Commandos, Terminal Fun e Mad Race (Ribelli Uniti Records — ristampa 2002, Enterruption, BC Tapes & Records, Schizophrenic Records, Ponk-111)
- 1984 — International P.E.A.C.E. Benefit Compilation — com a música Life Of Punishment (R Radical Records)
- 1984 — Il Destino Dell'Uomo / The Doom Of Man — com as músicas (Ev'ry Day's A) Reagan Day e Camp Darby Blues (UKR)
- 1984 — Loro Decidono...Tu Paghi! — They Decide...You Pay! (Edizioni Storie Tese, Bad Compilation Tapes)